# HD 92320
HD 92320 — двойная звезда в созвездии Большой Медведицы на расстоянии приблизительно 148 световых лет (около 45,4 парсек) от Солнца. Видимая звёздная величина звезды — +8,38m. Возраст звезды определён как около 900 млн лет.
В 2012 году группой астрономов было объявлено об открытии кандидата в планетоподобные тела HD 92320 b.

## Характеристики
Первый компонент — жёлтый карлик спектрального класса K0-K1, или G0. Масса — около 1 солнечной, радиус — около 0,921 солнечного, светимость — около 0,803 солнечной. Эффективная температура — около 5653 К.
Второй компонент — коричневый карлик. Масса — не менее 59,4 юпитерианской. Орбитальный период — около 145,402 суток. Удалён в среднем на 0,53 а.е..

## Планетная система
В 2019 году учёными, анализирующими данные проектов HIPPARCOS и Gaia, у звезды обнаружена планета HIP 52278 c.